# Alfred Enoch
Alfred "Alfie" Enoch (Londen, 2 december 1988) is een Brits acteur. Hij is vooral bekend van zijn rol als Daan Tomas in de Harry Potter-films.

## Achtergrond
Enoch is geboren in Londen. Zijn vader is de Britse acteur William Russell. Zijn moeder is een Braziliaans arts. Enoch spreekt door zijn half Braziliaanse afkomst vloeiend Portugees. Hij studeerde Portugees en Spaans aan de Universiteit van Oxford. In 2001 kreeg hij de rol van Daan Thomas in Harry Potter en verscheen in zeven van de acht films.
In 2014 kreeg hij een grote rol in de dramareeks How to Get Away with Murder, van de Amerikaanse zender ABC.

## Filmografie
- Harry Potter and the Philosopher's Stone (film) (2001)
- Harry Potter and the Chamber of Secrets (2002)
- Harry Potter and the Prisoner of Azkaban (2004)
- Harry Potter and the Goblet of Fire (2005)
- Harry Potter and the Order of the Phoenix (2007)
- Harry Potter and the Half-Blood Prince (2009)
- Harry Potter and the Deathly Hallows Part II (2011)
- How to Get Away with Murder (2014)
- Troy: Fall of a city (Netflixserie, 2018)